# 微辣文化
微辣文化是澳門的自媒體娛樂品牌，前身為微辣Manner創作室，於2013年8月由陸志豪、李偉麟與林茂發共同創立，主要從事影視製作、藝人管理、廣告企劃、劇場、電商及產品、活動策劃等業務。
2023年7月，公司前經理人劉靜儀懷疑因職場欺凌而罹患抑鬱症並最終導致自殺，其死訊引起觀眾嘩然及抵制，公司因而停止多數活動和縮減規模應對，即使於2024年9月回復活動後市場反應仍持續不佳。

## 重要事件
2013年8月，微辣製作有限公司成立。
2016年5月，首次與藝人簽署經紀合約，並成立旗下藝人部。
2017年10月，微辣文化有限公司成立。
2018年4月，首次在澳門舉辦實體舞台劇演出《可能好笑》。5月亦首次於馬來西亞舉辦海外粉絲見面會，逾2,000名粉絲出席。
2018年8月，香港分部投入服務，並設港區專屬之廣告銷售團隊。
2018年8月，它旗下的首間零食和手信實體店“辣記”在澳門開張，同年10月又在同城設置分店，惟未過半年，兩者便都倒閉了。
2019年8月，首次在香港舉辦實體舞台劇演出《可能好笑》。
2020年7月，於澳門漁人碼頭參與舉辦燈光夜市。
2022年初，宣布在香港沙田新城市廣場第三期開設餐廳「微辣大排檔」，不過因疫情關係而延期至同年5月開業。同年4月，《魔力咖啡室》小劇場及5月的《微辣十分騷》在澳門文化中心演出。7月及10月則在香港九龍灣國際展覽中心Music Zone分別舉行了首個棟篤笑《初夜》；及「Day By Night Mini Concert」音樂會。
2023年7月26日，前經理人劉靜儀自殺身亡，大批網民到涉嫌相關的微辣成員個人社交平台上聲討。隨事件日漸發酵，官方網站所有版頁於28日全變為HTTP 404版面，當天深夜再改成為只限持有使用者名稱及密碼的人士才能進入網站，詳見「爭議」。
2023年8月10日晚上7時26分，微辣於社交平台Instagram宣佈頻道即日起暫停更新。
2023年9月，微辣放棄續租位於寶豐工業大廈的澳門區辦公室，現時在澳門並無辦公地址。2023年10月，開業僅一年多的「微辣大排檔」亦結業。
2024年5月9日，老闆六毫子預告微辣即將「重啟」，2024年9月5日，微辣文化以MV形式發布新歌曲〈成長列車〉。

## 爭議

### 「阿晶」劉靜儀自殺事件
2023年7月26日，綽號「阿晶」的微辣前經理人劉靜儀（Jane）於澳門寓所中自殺身亡，事前透過社交媒體說明自身受到情緒疾病困擾，又指控在離職事件上受到微辣成員嘲諷欺凌，導致情緒疾病惡化。事件引起香港及澳門網民聲討，官方帳號及涉及事件的微辣藝人的社交媒體帳號均被大量憤怒的網民留言指罵，部分與微辣有合作的品牌及贊助商亦中止與其的合作。
當日深夜微辣文化於網頁及IG發出公告，但被網民指公告欠缺誠意，沒有對Jane的指控作出任何的回應，網上指責之聲不減反加；並觸發退出微辣及相關藝人的YouTube網站、社交媒體的跟隨，微辣的YouTube訂閱人數亦由事發前最高峰的75.1萬急速下滑，7月30日更跌破70萬，微辣亦將部份懷疑有爭議、最近期的影片以及涉及事件藝人的影片下架，或轉為只限會員觀看等。
2023年12月底，六毫子用Instagram公開一些微信截屏并發聲明指微辣沒有欺凌任何人，沒有威迫阿晶簽署文件，以及自己沒有找黑幫恐嚇她；阿晶母親姚梅花經Facebook公開手寫信和醫療文件，反駁說那些全是謊言，而且自己也因此患上抑鬱症，又提及他雖說和阿晶關係良好，但在她父親去世時連花牌也不送個到靈堂去，還咒駡加蔥和儀仔傷害阿晶罪孽深重，其婚姻不會有好結果；網民的回應則絶大多數斥責六毫子和微辣，表示支持的很少。

### 財務異樣
2023年8月，自媒體人士林榮龍聲稱得知微辣和陸志豪陷入了重大債務麻煩，另外不少網民討論政府對它的金錢等資助是否恰當，以及該集團的資本架構有否不正當之處。

### 法律糾紛
在2025年1月10日，微信公眾號灣青生活發布了一个標題為〈憑功夫+粤语被甄子丹赏识，澳门黑Joe找到出头天〉的帖子，七天之後微辣文化有限公司和陸志豪的律師代表以〈事項：針對“灣青生活”誹謗性報道的法律函告〉信件回應。

## 節目列表

### 現時播放節目
| 節目       | 播放時間 |
| 微辣趣片   | 暫停更新 |
| 微辣遊戲王 | 暫停更新 |
| 微辣大挑戰 | 暫停更新 |
| 微辣大整蠱 | 暫停更新 |

### 綜藝節目
| 節目       | 播放時間      | 備註 |
| 微辣大排檔 | 星期六        | 暫停更新 |
| 辣辣地     | 星期三        | 微辣Manner與力報共同策劃的網絡處境喜劇，外景全於澳門拍攝，2017年10月4號開始啟播，原本計劃拍24集，但因為收視不達預期，只播出了7集 |
| 微辣搞邊科 | 不定時        | 暫停更新 |
| 微辣初體驗 | 不定時        | 暫停更新 |
| 一日情旅   | 星期四 不定時 | 暫停更新 |

## 實體活動
| 節目                       | 日期                  | 地點                                 | 簡述 |
| 萬聖節活動                 | 2016年10月28日        | 澳門心醉吧                           | 微辣首個實體大型活動，以化粧派對為題。                                                                                      |
| 《可能好笑》澳門站         | 2018年4月6日~7日，    | 澳門文化中心                         | 微辣首齣舞台劇。 |
| 馬來西亞粉絲見面會         | 2018年5月13日         | 马来西亚Quill City Mall Kuala Lumpur | 首個於港澳以外地區的粉絲見面會，吸引了1500名粉絲到場。。                                                                    |
| 馬來西亞粉絲見面會         | 2019年5月17日~19日    | 马来西亚Quill City Mall Kuala Lumpur | 除粉絲見面會外，亦首度推出以柔道為主題的《瞓身一擊》微電影觀賞會，播放後並舉行分享會。                                      |
| 《訓身一擊》放映會         | 2019年5月19日         | 香港高先電影院                       | [ 35 ] |
| 《可能好笑》香港站         | 2019年8月15日~18日    | 香港浸會大學會堂                     | 另一齣舞台劇。 |
| 微辣美食嘉年華             | 2018年8月10～12日     | 澳門威尼斯人金光展館                 | 以“媽！好辣啊！”為主題，除帶來特式美食外，還設立微辣互動攤位區、打卡熱點區、及高達3.8米的巨型扭蛋機，同場舉辦首屆食辣比賽。 |
| 微辣笑林寺－初夜「香港站」 | 2023年1月23-24日      | 香港九龍灣國際展貿中心               | 微辣首個實體棟篤笑，更邀得七仙羽任嘉賓，原定於2022年7月14-18日舉行，受疫情影響而延期。                                      |
| 微辣10周年聯歡晚會         | 原定2023年8月9日-12日 | 香港麥花臣場館                       | 受劉靜儀事件影響，於2023年7月26日宣布延期。8月10日隨公佈暫停再發佈新影片之餘，亦宣佈不會再舉行十周年相關的活動。            |

## 微辣產品
微辣製作不少自家創意的產品，亦會為旗下藝人出版的刊物發行。大部份商品均可在旗下「微辣士多」網站內發售。

## 幕後團隊
以下人物有少數從前經常兼任幕前，多數現在已經離職：
- 劉靜儀（阿晶、Jane Lao）——藝人經紀
- 鄭嘉豪（貓特、Carter Cheang）——導演
- 黃耀輝（糟糕王、JCW）——編劇、攝影、後製[39]
- 何幹鵬（月月鳥、MMB）——導演、編劇、後製
- 黃梓聰（的士文、Desmond Wong）——導演、編劇、後製
- 李偉麟（狗麟、Jacky Lei）——導演、攝影、後製
- 王思（蕭魂王、Sylvia Wong）——導演、剪輯[40]
- 褚琬琪（迷人的小豬、Wanki Chu）——製片[41]
- 張中村（純情小中村、Nakamura Cheong）——剪輯、特效、旁白[42]
- 馬慧燊（馬仔、Neriah Ma）——製片[43]
- 李俊鵬（大鵬、Big Bird）——編劇[44]
- 何家琦（KK、Kesley Ho）——製片、收音、美術[45]
- 曹子聰（聰、Chou Chi Chong）——製片、收音[46]
- 周景濠（柯楠、Malice Chao）——導演、剪輯、燈光[47]
- 麥子天（拜華、Danilo Paiva）——藝人經紀[48]

## 旗下藝人
| 姓名   | 藝名/昵稱               | 藝人簡介 |
| 李天慧 | 多姐 多多 Doris         | 微辣元老之一，有拍攝系列片“多D Share”。 曾因公關物品誤送去阿晶地址而指控阿晶「搶工作」，阿晶留下的遺書再次強調沒有搶工作，多姐於自殺事件後表示「真相或者證據已經唔再重要」。 |
| 劉蘊晴 | 喂嘈 阿嘈 嘈總 Rachel   | 大學期間開始創作歌曲，其代表作品有《孤獨星球》，亦曾為自閉症人士創作歌曲《星伴》，2017年推出個人創作專輯：《04:30》，更在各校園作舞台演出，也曾出演本地音樂劇《彼女私房》，為微辣改編歌曲的主唱，例如《520》、《孤單心事》。2020年推出第二張個人專輯：《雙魚座的優柔寡斷ToBeorNotToBe》。 |
| 陳康榮 | 雞Wing Weng             | 曾與另一位微辣藝人雲吞為拍擋，曾前往台灣、馬來西亞及越南等地拍攝；除了拍攝短片外，也拍攝了以分享生活為主題的視頻 |
| 馬檇鏗 | 蘿蔔頭 Roberto          | 中、英、印（／緬）混血兒；熱愛音樂，2018年加入，為微辣的第一位男歌手，經常展示健碩身材 |
| 黃曉晴 | Yelo Vanessa            | 舞蹈和説唱皆擅長，與豪Dee為微辣影片中的螢幕情侶；2018年在微辣首個魔術舞台劇飾演女主角 |
| 李熙媛 | R Rosalina              | 長處是口齒伶俐；有不少節目是書評，經常扮演學校教師；微辣恢復正常運作後積極參與，亦與林茂發有不少合作 |
| 麥嘉欣 | Sofia                   | 中葡（等）混血兒，2017年國際小姐中國澳門的代表。曾主持香港的旅遊節目及擔任澳門歌手MV的女主角，澳門聖若瑟大學心理學畢業，喜歡在社交平台分享自己的生活；陸港澳台的節目皆演出過 |
| 陸志豪 | 六毫子 0.6 Happy仔      | 2013年與拍檔創辦「微辣創作」，在澳門拍起文創短片；在2016年將它升格成「微辣文化」 |
| 何嘉偉 | 何佰 Ho100              | 公司管理層之一，推出過一首歌曲《何佰公廁》。是佰家文化、佰家娛樂、佰家影視、維納斯響響的董事之一。 |
| 陳建博 | 囂糕 曉高 Hugo          | 公司休眠前出鏡不多，最爲人認識為原創影片《女生的鬥爭總是源源不絕的》；集團復甦後多次擔任視頻主角 |
| 駱錦瑩 | Lok B Sophie            | 范偉培的妻子，有聲音指控她與李天慧和李熙媛一起杯葛劉靜儀 |
| 范偉培 | Alex                    | 駱錦瑩的丈夫，有兩隻狗狗毛公仔「范偉黃」（黃黃）和「范偉白」（白白），並稱為兩位弟弟，黃黃和白白間中在影片或個人社交媒體中出現 |
| 謝慧欣 | （佛系）細欣 Ian Ian    | 身材瘦削，曾在英國倫敦藝術大學主修平面設計，喜愛畫畫，亦喜歡參與義工服務，素食主義者 |
| 盧志榮 | 煮詞人 除字魔 Jacky Lou | 公司開始休眠時是創作總監，亦是《微辣遊戲王》的監制兼主持人，公司復甦後有不少參與 |
| 黃馨慧 | 唯唯 慧慧 Crystal       | 擁有學士學歷，做過金融投資類的工作，參選澳門小姐選美（八強止步），對星座／運程有興趣 |

### 藝人組合
| 成員                | 名稱                 | 簡述                                                           |
| 六毫子 加蔥         | 不是魔術             | 魔術組合。                                                     |
| Lok B Alex          | 不是情侶 Best Couple | 兩人在中學時期開始談戀愛，現在是夫妻；影片多數以作弄對方爲主題 |
| Doris Rosalina Yelo | D.R.Y                | 以三人的英文名首字母所組成的團體。                             |
| Carrie Isa          | CASA                 | 和音歌唱組合；兩人為相識已久的閨蜜                             |

## 已離開微辣的藝人
| 備註 | 備註             |
| ---- | ---------------- |
|      | 劉靜儀離世前離開 |
|      | 劉靜儀離世後離開 |
|      | 缺資料或無法歸類 |

| 姓名     | 藝名/昵稱                    | 在微辣年份                 | 藝人簡介 |
| 戴榮燊   | 雲吞 WONTON                  | 2016—2019                  | 分別與陳康榮及葉佩男組成「雲吞叫埋雞」和「雲吞 家姐」組合，備受網民歡迎；後來因與林茂發不和及亂搞男女關係而被陸志豪驅逐 |
| 黃卓帆   | Paul (Guy)                   | 2016—2019                  | 與李熙媛組成螢幕情侶；2019年12月約滿後離開，成為公務員 |
| 吳少雄   | 泰仔 ThaiJai                 | 2016—2021                  | 經常在舞蹈比賽中獲獎；來自泰國，母語為泰語，中學時期來到澳門才開始學習中英粵兩文三語，後來成為澳門大學學士；退出微辣後和它偶然合作 |
| 劉靜儀   | 阿晶 Jane                    | 2017—2021                  | 微辣前經理人，2021年8月離開微辣後自設個人YouTube頻道，2023年7月26日自殺離世 |
| 葉蘇霖   | 蘇霖 LinLin Sulin            | 2017—2021                  | 2016年國際小姐澳門代表，與霍俊邦組成螢幕情侶；2021年12月藝人合約結束約滿後，改為教授瑜伽及經營甜品店。和劉靜儀關係良好，因次在其去世後仍獲廣告商支持。 |
| 李宇軒   | 軒Sir 阿軒 Edward            | 2017—2023                  | 擅長扮演嚴肅角色，在多部短劇和微電影中演出，以性教育為主題的短視頻《一擇終身》更獲得超過一千萬的（跨平台）觀看次數；2023年4月約滿後離開微辣，繼續和劉靜儀彼此友好 |
| 符彩玉   | 豆腐 Iris                    | 2020—2022                  | 電競少女，不少節目是直播打機；形像清純，衣着密實；曾為霍俊邦旗下藝人 |
| 林茂發   | 加蔥 發哥 Nathan             | 2013—2023                  | 魔術師、諧星，曾擔任編劇、主持等不同的角色；受前經理人兼前女友劉靜儀自殺事件影響，2023年7月27日於Youtube直播中宣佈退出微辣，終於和張詠儀成婚 |
| 李靖茹   | 蘇菲 Sophibae                | 2019—2023                  | 美國大學畢業後回流，喜歡彈鋼琴，唱歌、跳舞、健身、化妝、烹飪等，經常賣弄性感，已在微博公佈退出微辣；阿晶死後，一來她在接着那段日子似乎沒有明顯地為任何商業品牌宣傳，二來她與其他微辣或前微辣人士長期沒有高調接觸，三來在很久以前已經有傳聞指她曾被六毫子公報私仇，因此指摘她的網民不多，予以同情的却不少                                |
| 霍俊邦   | 霍景耀 霍哥 Jeffrey          | 2017—2023                  | 澳門模特兒出身，身高1.9米；曾拍攝了以健身為主題的短片並參與鐘培生舉辦的業餘西洋拳賽；代表作為「霍哥廚房」系列，2023年7月30日於社交平台宣佈離開 |
| 高維泰   | 阿泰 Witness                 | 2020—2023                  | 魔術師出身，有「微辣新任一哥」、「天王泰」和「泰一」等稱號；林茂發旗下藝人；2023年7月30日於個人IG公佈已離開微辣並退出網絡活動；不過在同年九月恢復在個人的YouTube頻道的商業活動，並在翌年一月在加蔥的YouTube頻道的直播商業影片中充分亮相                                                                                                 |
| 雷苡丞   | （少年）江流 阿丞 丞總 Oscar | 2017—2023                  | 原為編劇，後來同時擔任藝人，又以「少年江流」為名於個人頻道發表影評 於2023年8月10日在個人Instagram帳號發佈動態宣佈已離開微辣 |
| 歐陽仲豪 | 豪Dee 黑香蕉 Sheldon Carl    | 2016—2023                  | 被稱為「微辣藝人一哥」，曾於2019年飾演由彭浩翔執導的賀歲片恭喜八婆 在2023年8月11日於Instagram上發佈帖子宣佈退出微辣，並表示會以個人身份發展演藝事業，目前是街坊喜劇的棟篤笑演員 |
| 陳欣     | 田娜 田師傅 天娜 Tina        | 2017—2023                  | 身材嬌少，容貌稚嫩；青年時期和鄭嘉豪有段戀情，曾與林茂發組成螢幕夫妻檔；在2018年到日本拍攝寫真；對廚藝有興趣，後來因興趣而在澳門一間咖啡店打工學習；曾經被網民質疑使用淘寶貨品當作自家貨品售賣 在2023年8月25日於Instagram上發佈帖子表示已經在2023年5月尾約滿後離開微辣，並且會以個人名義發展事業                                        |
| 葉思男   | 思男 阿妹 Sinam              | 2019—2023                  | 葉佩男的妹妹；兩姊妹在微辣有不少共同拍攝的影片；喜歡在社交媒體上分享自己的生活；曾與徐步文為情侶，因後者被網民掲發有外遇而分手，後來高調宣布另結新歡 劉靜儀自殺後，於2023年7月26日在自己的Instagram進行直播嘗試澄清自己並無參與，卻不為網民所接受 2023年9月2日，在其Instagram公佈約滿微辣並正式離開，並聲稱一直不喜歡公司的事和處理手法 |
| 雷諾     | (Black) Joe                  | 2018—2023                  | 葡萄牙及安哥拉籍，在澳門長大；也是職業足球和博擊運動員；在2023年被記者問及，回答説「已經唔係微辣啦」 |
| 葉佩男   | 佩男 家姐 Puinam             | 2018—2021(局部)/2023(完全) | 前澳門模特兒，葉思男的姊姊；在劉靜儀自殺後，於2023年7月26日晚上發佈Instagram Story澄清自己和事情無關，卻因用詞強硬及對劉靜儀欠缺尊重而備受網民批評；其後在2023年8月8日在Instagram發表長文，用詞轉為溫和，並聲稱在2021年3月已自組工作室及工作團隊，轉成以個別工作方案形式與微辣合作                                                      |
| 徐步文   | 大文 BigMan                  | 2019—2023                  | 加入微辣前和謝慧欣談過戀愛，還已經有豐富的現場表演的幕後工作經驗，與周景濠一起主理的「微辣大挑戰」系列節目頗受歡迎；2022年時，被網民發現疑似對女朋友葉思男不忠並搭上某有夫之婦後，立即宣布退出微辣幕前 |
| 趙嘉晞   | Cass(andra)                  | 2020—2023                  | 微辣文化於2020年8月宣布她的加入；原定2023年7月約滿，但選擇6月提早解約離開微辣，想以個人名義發展事業擔任模特兒；壁球成績不錯；2024年通過主辦單位面試，成為首位代表澳門參加環球小姐選美的佳麗，30強止步 |
| 鄧蘊翩   | Pan Pan Carrie               | 2020—2023                  | 和Isa由中學便一起唱歌，組成組合參加澳門不同的歌唱比賽，為微辣年紀第二輕的藝人 |
| 陳謙怡   | 伊莎 Isa                     | 2020—2023                  | 和Carrie由中學便一起唱歌，組成組合參加澳門不同的歌唱比賽，為微辣年紀最輕的藝人 |
| 溫寶茹   | 艾美麗 Amilia                | 2017—2023                  | 被譽為微辣「辣媽」，走性感路線，也是位紅酒愛好者；阿晶死後沒有和微辣作商業合作的迹象 |
| 朱浩文   | 菠蘿 Apollo                  | 2019—2023                  | 身材肥胖，經常扮演貪吃人物，劉靜儀去世後沒再出現於微辣的作品中，改為與張中村等人一起替其他團體工作 |

## 外部連結
- YouTube上的微辣文化頻道
- 微辣文化的Facebook專頁
- 微辣文化的Instagram帳戶
- 微辣文化的新浪微博
- 微辣文化的哔哩哔哩个人空间